# Sorcière River
Der Sorcière River (dt. „Fluss der Zauberin“) ist ein Fluss im Quarter Gros Islet auf der Karibikinsel St. Lucia.

## Geographie
Der Fluss entsteht im Norden des Castries Waterworks Forest Reserve und fließt nach Nordosten in kaum besiedeltem Gebiet der Distrikte Calle Des und Des Barras. In der Anse La Sorcière (Grand Anse) mündet er in den Atlantik. Offenbar gibt es einen zweiten Flussarm, der weiter südlich in den Atlantik mündet.